# جاك باور (لاعب كرة قدم أسترالية)
جاك باور (بالإنجليزية: Jack Power)‏ هو ضابط شرطة ‏ أسترالي، ولد في 16 مارس 1910، وتوفي في 26 سبتمبر 1988.

## وصلات خارجية
- جاك باور على موقع AustralianFootball.com (الإنجليزية)
- جاك باور على موقع AFLtables.com (الإنجليزية)